# Instytut Nauk o Polityce i Administracji Uniwersytetu Opolskiego
Instytut Nauk o Polityce i Administracji Uniwersytetu Opolskiego (INoPiA UO) – jednostka dydaktyczno-naukowa należąca do struktur Wydziału Nauk o Polityce i Komunikacji Społecznej Uniwersytetu Opolskiego. Posiada uprawnienia do nadawania stopnia naukowego doktora nauk społecznych. Prowadzi działalność dydaktyczną i badawczą związaną ze stosunkami polsko-niemieckimi, prasoznawstwem, śląskoznawstwem, komunikacją społeczną, europeistyką. Siedzibą instytutu jest gmach Collegium Civitas im. Bolesława Wierzbiańskiego, położony przy ulicy Katowickiej 89 w Opolu.
Instytut Nauk o Polityce i Administracji Uniwersytetu Opolskiego powstał 1 lutego 2004 roku decyzją Rady Wydziału Historyczno-Pedagogicznego, zatwierdzoną przez Senat Uniwersytetu Opolskiego w wyniku podziału Instytutu Nauk Społecznych na Instytut Politologii oraz Instytut Filozofii i Socjologii. Pracownicy naukowi instytutu zajmowali też często najważniejsze stanowiska w hierarchii uczelnianej, m.in. prorektora: Wiesława Piątkowska-Stepaniak (od 2012). Od roku akademickiego 2019/2020, zarządzeniem Rektora UO, Instytut funkcjonuje jako Instytut Nauk o Polityce i Administracji. 

## Władze Instytutu
W kadencji 2020–2024:
| Stanowisko         | Imię i nazwisko     |
| ------------------ | ------------------- |
| Dyrektor           | dr hab. Lech Rubisz |
| Zastępca Dyrektora | dr Wojciech Opioła  |

## Poczet dyrektorów
1. dr hab. Wiesława Piątkowska-Stepaniak (2004–2012)
2. dr hab. Lech Rubisz (od 2012)

## Historia
Początki instytutu sięgają 1968 roku, kiedy powołane zostało Międzywydziałowe Studium Nauk Społeczno-Politycznych Wyższej Szkoły Pedagogicznej w Opolu.
Sześć lat później zostało ono przekształcone w Instytut Nauk Społeczno-Politycznych, samodzielną jednostkę naukowo-dydaktyczną, która działała w ramach Wydziału Filologiczno-Historycznego. Do 1988 roku Instytut Nauk Społecznych miał charakter usługowy wobec innych jednostek WSP. Od roku akademickiego 1988/1989 rozpoczęto kształcenie na kierunku studiów: nauki społeczne. W latach 90. XX wieku nastąpił istotny rozwój organizacyjny, kadrowy i naukowy Instytutu Nauk Społecznych, czego efektem było powołanie nowych kierunków studiów – socjologii i filozofii. 1 lutego 2004 roku dokonano podziału Instytutu Nauk Społecznych na Instytut Politologii oraz Instytut Filozofii i Socjologii.

## Struktura organizacyjna

### Katedra Stosunków Międzynarodowych
Samodzielni pracownicy naukowi:
- prof. dr hab. Aleksandra Trzcielińska-Polus – kierownik Katedry
- prof. dr hab. Markiyan Malskyy
- dr hab. Danuta Gibas-Krzak
- dr hab. Joanna Kulska

### Katedra Komunikacji Społecznej i Dziennikarstwa
Samodzielni pracownicy naukowi:
- prof. dr hab. Wiesława Piątkowska-Stepaniak – kierownik Katedry
- dr hab. Marek Chyliński
- dr hab. Sławomir Czapnik
- dr hab. Adam Drosik

### Katedra Studiów Regionalnych
Samodzielni pracownicy naukowi:
- dr hab. Ewa Ganowicz – kierownik Katedry
- prof. Nataliya Antonyuk
- dr hab. Hynek Böhm

### Katedra Studiów Europejskich
Samodzielni pracownicy naukowi:
- prof. dr hab. Krzysztof Zuba – kierownik Katedry

### Katedra Myśli Politycznej i Teorii Polityki
Samodzielni pracownicy naukowi:
- dr hab. Lech Rubisz – kierownik Katedry
- dr hab. Agnieszka Hensolt
- dr hab. Kamil Minkner

### Katedra Systemów Politycznych i Administracyjnych
Samodzielni pracownicy naukowi:
- prof. dr hab. Rafał Riedel – kierownik Katedry
- prof. dr hab. Katarzyna Sobolewska-Myślik
- dr hab. Norbert Honka

### Katedra Zarządzania i Polityk Publicznych
Samodzielni pracownicy naukowi:
- dr hab. Robert Geisler – kierownik Katedry

## Działalność naukowa
Instytut Nauk o Polityce i Administracji Uniwersytetu Opolskiego prowadzi działalność badawczo-naukową w dziedzinie stosunków polsko-niemieckich, prawoznawstwie, śląskoznawstwie, komunikacji społecznej oraz europeistyce. Placówka ta wydaje trzy czasopisma naukowe:
- "Studia Krytyczne / Critical Studies" - dwujęzyczne, polsko-angielskie internetowe czasopismo typu open access, które rygorystycznie stosuje zasadę peer-review i publikuje oryginalne artykuły przekrojowe z zakresu nauk społecznych i humanistyki; misją czasopisma jest rozprzestrzenianie świeżych perspektyw i niekonwencjonalnych idei, a także publikowanie tekstów doświadczonych akademiczek i akademików oraz młodych badaczek i badaczy[10];
- "Pogranicze. Polish Borderlands Studies" - dwuczłonowa nazwa wskazuje na obszar zainteresowań redakcji; Pogranicze – trzonem tematyki mają być politologiczne konteksty pogranicza; Polish Borderlands Studies – na łamach czasopisma zaprasza się również zagranicznych naukowców, zajmujących się badaniami nad granicą i pograniczem[11];
- "ETE Working Paper" - na jego łamach publikowane są: teoretyczne studia dotyczące kondycji państwa w procesie integracji europejskiej; profile państw europejskich z perspektywy ich relacji z Unią Europejską (i/lub w ramach UE); analizy porównawcze wybranych elementów relacji państwa z Unii Europejskiej[12];